# Paix d'Alès
Edit de Nantes Révocation de l'édit de Nantes (Edit de Fontainebleau)
La paix d’Alès (ou « édit de grâce », tirant son nom de la ville d’Alès, ou encore édit d'Alès) est un édit promulgué par le roi de France Louis XIII, le 28 juin 1629, à la suite du siège d'Alès.

## Contexte historique
La signature de l’édit intervient après la reddition de la Rochelle, dernière place de sûreté protestante en France, à l'issue d'un siège de plus d’un an qui s’achève en 1628, après les sièges de Privas en mai 1629 et d'Alès le mois suivant. La reddition de ces deux villes met fin aux tentatives de rébellion dans le bas-Vivarais.

## Déroulement
En 1629, Louis XIII assiège Alès, alors haut lieu de la résistance protestante, qui capitule au bout de neuf jours. Le 17 juin 1629 au matin, la ville se rend, les quelque 2 300 hommes présents en ses murs ne pouvant rien devant l’armée du roi. Louis XIII fait son entrée à la tête de ses troupes par la porte de la Roque, accompagné par Richelieu en habit militaire. Les huguenots sont alors autorisés par le roi à partir pour Anduze contre la promesse expresse de ne plus porter les armes contre le roi. Le 27 juin 1629, Richelieu accorde aux protestants la paix d’Alès. Cet édit a été signé par le roi le 28 juin au camp de Lédignan, près d’Alès. Un tableau peint par Louis François Cabanes, exposé dans l'escalier de l'Hôtel de Ville, représente la scène comme se passant en ville, en présence du duc de Rohan, chef du parti protestant. Cela ne correspond sans doute pas à la réalité historique. L'édit d'Alès est enregistré par le Parlement de Toulouse le 18 août 1629.

## Contenu
D’une part, l’édit d’Alès supprime le privilège des assemblées politiques (c'est-à-dire le droit de tenir des assemblées politiques, ce qui implique concrètement la fin du parti huguenot) et celui des places de sûreté protestantes (38 fortifications seront à démanteler).
D’autre part, l'édit confirme la tolérance de culte établie par l’édit de Nantes, tout en restaurant la liberté de culte des catholiques dans les territoires jusque-là réservés au culte protestant.
« De part le roy : on fait savoir que Sa Majesté a reçu en grâce les ducs de Rohan et de Soubise et les habitants des villes du Haut et du Bas-Vivarais et Guyenne, et ceux du plat pays, gentilshommes et autres, qui étaient encore en armes, adhérants audit duc de Rohan ; lesquels moyennant ce, poseront les armes, feront le serment de fidélité à Sa Majesté, raseront leurs fortifications, et se comporteront en bons et fidèles sujets et serviteurs de Sadite Majesté, comme il est porté plus en long par les articles de ladite grâce, et partout qu'il y ait cessation de tous actes d'hostilité, et que tous les sujets de Sa Majesté desdits pays seront tenus de vivre en amitié les uns envers les autres, avec une entière oubliance des choses passées. Fait au camp de Lédignan, le 28 juin 1629 Signé : LOUIS »